# 勒德纳吉里
勒德纳吉里（Ratnagiri）是印度马哈拉施特拉邦勒德纳吉里县的一个城镇。总人口70335（2001年）。缅甸贡榜王朝被英国殖民者推翻后，其末代国王錫袍被流放至此终老。

## 人口
该地2001年总人口70335人，其中男性37058人，女性33277人；0—6岁人口7822人，其中男4116人，女3706人；识字率80.01%，其中男性为83.98%，女性为75.59%。